# 西田翔一
西田 翔一（にしだ しょういち、4月29日 - ）は、日本の男性声優。イエローテイル所属。福岡県出身。

## 人物
趣味はパン屋巡り、サバゲー、バイク、ゴルフ。

## 出演
太字はメインキャラクター。

### 劇場アニメ
- グリザイア:ファントムトリガー （2019年、ニコライ）

### テレビアニメ
- 一人之下（2016年、寮長、猛者B、里の男B、賊L）

### ゲーム
- グリザイア:ファントムトリガー （ニコライ）
- 果つることなき未来ヨリ
- サウザンドメモリーズ（サイラス）

### ボイスコミック
- こんな汚物に触れるか!帰らせてもらう!（タケル）
- 閏うこの月（依田光）
- 裏林檎（蛇原）
- 岡田くんのご飯結び（瀬野）
- しすばれ -Sister Bullet-（内藤）
- 僕の彼女が重すぎる。（蘭堂）
- モンスターシーカーは目立たない（ヌワン）
- アイアムアヒーロー（カズ）
- Core M~殺人鬼転生 （黒野水連 ）
- バックステージ・イン・ニューヨーク （サム）
- 七匹のアイドル～＃ババババンビの馬鹿騒ぎ～ （ポン吉）
- 君がそれを愛と呼んでも （砂浦陽平）

### 吹き替え

#### 映画
- ファンキーランド（スプリンクルス）
- ブラザリー・ラブ 兄弟の絆（デズ）
- マリオネット 私が殺された日（ヨンジェ）
- フォーハンズ
- サマーオブ84（ランドール）
- アンノウンソルジャー 英雄なき戦場（ラヒカイネン）
- ラスト・ムービースター（ビヨルン）
- エスケイプ・ゲーム（レイ）
- KILLERMAN/キラーマン（フェデックス〈スラージ・シャルマ〉[3]）
- ラスト・クリーク（ニック）
- フロッグ（トッド）
- ヴァンキッシュ（BJ）
- スーパーディープ（ピーター）

#### ドラマ
- 放課後ロックンロール（ジュード）
- 放課後ロックンロール シーズン2（ジュード）
- フリーキッシュ絶望都市（ラショーン）
- フリーキッシュ絶望都市 シーズン2（ラショーン）
- ワーキングママ（モー）

#### テレビ番組
- アメリカお宝鑑定団 ポーンスターズ

#### アニメ
- ガジェット警部の事件簿（マックマッキントッシュ）※Netflix版
- コング / 猿の王者

### 舞台
- 鈴木千尋デビュー20周年記念朗読劇「九龍の舞姫」  柳雄聖 役
- ユニットWET BLANKET「月下美人」手下、家臣 役
- 大学演劇部合同公演「髑髏城の七人〈アカドクロ〉」 贋鉄斎 役
- 劇団とある「家族基地」 惠介 役
- 福岡市立青年センター演劇祭「ひとり」 野田 役
- 劇団WET BLANKET「梟の城」 三好青海 役
- 福岡女学院大学有志団体amaryllis「sisters」 神城礼二 役
- 劇団WET BLANKET「暴れん坊祭遊記」孫悟空 役
- 劇団天地「十二夜」 オーシーノ公爵 役
- 劇団ZIG.ZAG.BITE「新・幕末純情伝」 岡田以蔵 役